# Тень Лусии
Тень Лусии (исп. Lucia Sombra) — мексиканская 211-серийная мелодрама с элементами драмы 1971 года производства Telesistema Mexicano.

## Сюжет
В большом особняке живёт обеспеченная семья рода Герейро — Дон Эстебан, Донья Флоренсия и их дочь Матильде. Матильде, будучи не замужем забеременела, и её родители, чтобы скрыть скандал и стыд, везут её на станцию Герейро, где рождается ребёнок. Её мать Донья Флоренсия говорит своей дочери, что её ребёнок умер, что приводит к безумию Матильде, на самом деле Донья Флоренсия оставила ребёнка на пороге детского приюта. Пастор и его жена Сара приютили сиротку и её было решено назвать Лусия. Минуло несколько лет и Лусия превратилась в красивую привлекательную девушку, но пройдёт ещё некоторое время, когда она узнает всю правду о своём происхождении.

## Создатели телесериала

### В ролях
- Офелия Медина - Лусия Сомбра Кальверт
- Рауль Рамирес - Пастор Эмилио Кальверт
- Росенда Монтерос - Матильде Геррейро
- Беатрис Шеридан - Сара Кальверт
- Алисия Паласиос - Донья Флоренсия Геррейро
- Карлос Камара - доктор Пабло Орасабаль Геррейро
- Эдит Гонсалес - Эрика (ребёнок)
- Сусана Алехандер - Эрика
- Мигель Суарес - Дон Эстебан Геррейро
- Энрике Нови - Роман Кальверт
- Андреа Пальма - Донья Нативидад
- Серхио Клайнер - Аарон Сиавинский
- Рикардо Кортес - Родриго Римак
- Виктор Алькосер - Падре Кристобаль
- Луис Миранда - Игнасио Суарес
- Валли Баррон - Алехо Суарес
- Пилар Сен - Хелена Суарес
- Рауль "Чато" Падилья - комиссар Видаль
- Эктор Крус - доктор Рикардо Ледесма
- Октавио Галиндо - Октавио Равель
- Эрик дель Кастильо - Сантьяго Рангель
- Сильвия Марискаль - Тереса
- Луис Арагон - священный брат Равель
- Аурора Клавель - священная сестра Равель
- Хорхе дель Кампо - Министр Пиерре Дува
- Малена Дория - Дебора Дува
- Энрике дель Кастильо - доктор Ислас
- Маурисио Феррари - священный брат Римак
- Альберто Инсуа - владелец шахты
- Марке Бермехо - священная сестра Рангель
- Фернандо Борхес - священный брат Рангель
- Ада Карраско - крестьянка
- Херардо дель Кастильо - крестьянин
- Норма Хименес Понс - супруга Родриго
- Фернандо Кастро
- Марсела Давильянд
- Рикардо Аусти

### Административная группа
- оригинальный текст: Фернанда Вильели.
- режиссёр-постановщик: Антулио Хименес Понс.
- продюсер: Дэвид Антон.